# Ensamkommande barn
Ensamkommande barn är, enligt FN:s definition, barn och ungdomar under 18 år, eller annan lägre myndighetsålder, som söker eller har fått asyl i ett land utan att ha föräldrar eller andra vårdnadshavare tillgängliga i mottagarlandet. Som annan vårdnadshavare räknas normalt släktingar.
Inom EU räknas alla asylsökande under 18 år som kommer till unionens territorium utan tillgång till föräldrar eller annan legal vårdnadshavare till kategorin ensamkommande barn. I Sverige används beteckningarna barn utan vårdnadshavare , asylsökande ensamkommande barn och asylsökande ensamkommande ungdomar samt ensamkommande flyktingbarn.
Det vidgade begreppet ensamkommande har inom politik och politisk journalistik använts för att även inkludera ensamkommande barn som blivit myndiga (antingen genom att fylla 18 eller genom att ha fått sin ålder uppskriven), men exkluderar personer som var myndiga när de kom.[källa behövs]
Om barnet saknar giltiga id-handlingar eller annan dokumentation som stödjer uppgiven ålder kan åldersbedömning göras. I Sverige görs medicinsk åldersbedömning i samverkan mellan Migrationsverket och Rättsmedicinalverket. Denna process har i Sverige varit föremål för debatt gällande etisk grund, precision i mätmetoden och rättssäkerhet.

## Definition
Ensamkommande barn är ett lagstadgat begrepp och används både i Sverige och internationellt, med olika definitioner. I svensk lag innefattas asylsökande barn under 18 år som vid ankomsten till mottagarlandet är skilda från båda sina föräldrar eller från någon annan vuxen person som anses ha trätt in i föräldrarnas ställe, eller som efter ankomsten står utan sådan ställföreträdare. Denna definition är snarlik den definition som utvecklats av FN:s flyktingkommissariat United Nations High Commissioner for Refugees (UNHCR). Som ensamkommande barn och unga räknas även de som inte söker asyl och de som har fått avslag på en asylansökan (papperslösa).

## Förekomst
Av de 68,5 miljoner som 2017 enligt UNHCR:s definition var på flykt (forcibly displaced), var över hälften under 18 år. Under 2015 registrerade UNHCR 98 400 ensamkommande barn, vilket sedan sjönk till 45 500 år 2017. Mellan 2015 och 2016 sökte kring 170 000 ensamkommande barn och unga asyl i Europa. De flesta ensamkommande barn bedöms av UNHCR finnas i Etiopien (43 300), Kenya (18 300) och Sudan (12 400). Antalet ensamkommande barn och unga och varifrån de kommer varierar beroende på situationen i världen. En viktig anledning till det stora antalet människor på flykt under 2010-talet är kriget i Syrien som bröt ut 2011 och som av UNHCR beskrivs som den värsta humanitära krisen i modern tid, men också kriget i Afghanistan. 

### Förekomst i Sverige

Animerad befolkningspyramid för Sverige. Svensk bakgrund i färg, utländsk bakgrund i grått. Invandringensvågen 2015, bland annat av ensamkommande 16-åriga pojkar, orsakade att bottennoteringen av antalet pojkar födda 1999 försvann. Källa:SCB

I Sverige utgjorde andelen ensamkommande barn och unga drygt sju procent av det totala antalet asylsökande år 2016. Denna andel har varit ganska jämn över tid, med undantag för 2015 då antalet ensamkommande barn och unga var 20 procent av det totala antalet asylsökande. Den största gruppen ensamkommande var 16-åriga pojkar födda i Afghanistan. År 2015 sökte drygt 35 000 ensamkommande barn asyl i Sverige, varav en stor andel fick utvisningsbeslut efter några år. År 2022 var cirka 20 000 av dessa ungdomar folkbokförda i Sverige, varav 7 000 enligt den så kallade gymnasielagen från  2018, som infördes för att många hade fått vänta olagligt länge på beslut. De fick därigenom stanna under gymnasiestudierna, och därefter stanna på villkor att de fick fast arbete inom sex månader efter examen. 
De senaste åren har antalet ensamkommande barn och unga som sökt asyl i Sverige sjunkit, efter åtstramningar i migrationspolitiken. Andelen flickor har under samma period varit cirka 20 procent med undantag för 8 procent år 2015.[Oklart vad som menas med "de senaste åren" och "samma period".?]
Invandringsvågen år 2015 förändrade Sveriges demografi. Sverige hade haft rekordlåga födelsetal åren kring 1999, men bottennoteringen av antalet pojkar födda kring 1999 försvann till följd av invandringen år 2015 av ett stort antal 16-åriga pojkar, och antalet pojkar i den årgången blev mer likt normalår. Könsbalansen i den årskullen förändrades så att andelen pojkar i Sverige födda 1999 ökade från 51 procent till 55 procent efter invandringsvågen.

## Historia
Ensamkommande barn och unga är inget nytt fenomen. Mest känt är kanske de finska krigsbarnen där Sverige under kort tid tog emot mellan 70 000 och 80 000 barn. Genom aktionen Kindertransport, före och i början av andra världskriget, räddades mellan 10 000 och 15 000 judiska barn, främst från Tyskland och Österrike. De skickades i första hand till England. Cirka 500 barn kom till Sverige. Under andra världskriget evakuerades barn från London och andra storstäder för att skydda dem från flygbombningarna. De separerades då från sina föräldrar och placerades på den engelska landsbygden. En del av den tidiga forskningen om hur små barn påverkas av separationer från föräldrar härrör från uppföljande forskning kring dessa barn. Även om dessa situationer skiljer sig åt sinsemellan och skiljer sig från dagens ensamkommande barn och unga, så finns det också viktiga likheter. De historiska erfarenheterna av ensamkommande barn och unga visar, att rådande samhällskontext i hög grad påverkar synen på dem och att detta i sin tur har betydelse för hur mottagandet utformas.

## Hälsa och framtid
Gemensamt för alla ensamkommande barn och unga är att de har separerats från sina föräldrar, att de befinner sig i ett främmande land och att de i olika grad har upplevt förluster och potentiellt traumatiska erfarenheter, ofta både före och under flykten. Exempel på utsatthet före flykten är att ha upplevt hot, våld mot eller död av närstående, kidnappning, hot om att bli barnsoldat eller upplevelser av att ha tvingats bli barnsoldat, tvångsäktenskap, våld och övergrepp eller trafficking. Enligt UNICEF rapporterar åtta av tio att de blivit exploaterade sexuellt eller arbetsmässigt då de tagit sig till Europa. Detta innebär att barnen och de unga kan befinna sig i en mycket svår och utsatt situation vid ankomsten till mottagarlandet. Samtidigt visar forskning att ensamkommande barn och unga som grupp är mycket heterogen.
Att ensamkommande barn och unga har en hög förekomst av psykisk ohälsa framkommer av en stor mängd studier. Redan vid ankomsten till det nya landet har man funnit en hög prevalens av posttraumatiskt stressyndrom (PTSD), ångest och depression.
Longitudinella studier av barn på flykt visar generellt ett starkt samband mellan traumabelastning före och under migrationen och psykisk ohälsa under den första tiden efter ankomsten till det nya landet. Över tid minskar dock betydelsen av dessa faktorer medan betydelsen ökar av så kallade postmigrationsfaktorer, såsom lång väntan på asylbesked, saknad efter anhöriga och andra svårigheter i det nya landet. En långvarig asylprocess innebär en förlängd period av osäkerhet om framtiden. En studie av vuxna i Nederländerna visade en fördubblad risk för psykisk ohälsa efter två år med kvarstående osäkerhet.
I en svensk systematisk översikt av intervjustudier från 2019 gjord av SBU återkom ett antal teman som har effekt på framtidssynen hos ensamkommande ungdomar:
- Säkerhet och kontroll utgör en grundläggande föreutsättning som påverkar välbefinnande och förmåga att hantera vardag, hantera svårigheter och se en framtid.
- Ensamkommande barn och unga uttrycker stark motivation att utbilda sig och anpassa sig till det nya landet. Detta kan försvåras av strukturella och sociala hinder och svårigheter.
- Stödjande relationer, inflytande i boende och tillgång till skola och aktiviteter är viktigt.
- Ensamkommande barn och unga strävar efter att både bevara modersmål och kultur, och att anpassa sig till det nya landet samt att bevara relationer till personer i ursprungslandet och stödja dem. De kan kämpa med att få ihop sin tillhörighet. Religion kan vara ett sätt att skapa en kontinuitet med tidigare erfarenheter

### Många i arbete
En forskningsrapport från Stockholms universitet presenterar hur det har gått bra för dem som kom till Sverige som ensamkommande barn under 2003-2012. Rapportförfattaren professor Eskil Wadesjö konstaterar att arbetslösheten inte är hög inom gruppen, och att de som kommer från Afghanistan utmärker sig genom att oftare ha arbete. De flesta börjar arbeta i  20-årsåldern. Pojkarna får jobb på byggen, i transportsektorn eller okvalificerade industrijobb. Flickorna jobbar som undersköterskor, sjukvårdsbiträden och i äldreomsorgen. Lönenivån motsvarar den för svenskfödda inom motsvarande yrken.
I en rapport från SCB konstaterades att en större andel av dem som kommit som ensamkommande barn 2015 och fått uppehållstillstånd i Sverige var i arbete år 2022 än av dem som invandrade som barn med sina föräldrar vid samma tid, och för männens del var större andel i arbete än bland svenskfödda, men att färre studerade. Den totala andelen som studerade eller arbetade var ungefär den samma bland dem som varit ensamkommande som bland invandrade med föräldrar, och lägre än bland ungdomar födda i Sverige. Åtta av tio av dessa män var i arbete år 2022. Sju av tio av männen hade en arbetsrelaterad inkomst på minst 3 inkomstbasbelopp. Det vanligaste yrket var vård och omsorg samt inom socialtjänst, både bland kvinnor och män. De flesta saknade gymnasieexamen, och de vanligaste gymnasieutbildningarna var teknik och tillverkning, hälso- och sjukvård samt social omsorg.

## Ensamkommande barn i världen

### I Danmark
Ensamkommande barn i Danmark kallas för asylbørn. eller uledsagede flygtningebørn I Danmark kan ensamkommande barn som beviljats asyl ansöka om att föräldrarna skall få komma till Danmark. 
År 2004 använde Udlændingestyrelsen DNA-test för att säkerställa att barnen verkligen var släkt med de som ansäkt om familjeåterförening.
År 2014 gjordes ålderstester på 282 ensamkommande flyktingbarn genom att undersöka både tänder, ben och könsorgan, varvid det visade sig att 203 eller motsvarande tre av fyra i själva verket var vuxna och alltså hade uppgivit en för låg ålder. Samma resultat fick man även vid en mindre omfattande undersökning 2013. Retslægerådet i Danmark har fastslagit att man kan göra en sådan undersökning med en felmarginal på ett år.
År 2016 var åldern ifrågasatt av Udlændingestyrelsen för 800 av de ensamkommande barnen, för dessa utreddes åldern av Retsmedicinsk Institut i København och efter den medicinska undersökningen av de 800 uppskattades cirka tre fjärdedelar vara över 18 år.

### I Norge
Tandtester har i Norge använts för att åldersbestämma ensamkommande barn, men forskning på testmetoderna visar att de är för osäkra för att kunna användas, då forskningen visar att sannolikheten för att testerna anger en annan ålder än den verkliga kan variera mellan 30 % och 50 %, testerna angav en annan ålder än den uppgivna i 90 % av fallen.

### I Storbritannien
I oktober 2016 rapporterade The Telegraph, att sedan år 2006 hade åldern betvivlats i 11 121 fall, och av dessa befanns 4 828 vara vuxna. Enligt riktlinjer dokumenterade hos Home Office skall flyktingar behandlas som vuxna ifall utseende och intryck starkt indikerar, att personen är betydligt över 18 år. I september 2015 hade på årsbasis 574 åldersbestämningar gjorts och 371 bedömdes vara vuxna.

### I Sverige
| Ensamkommande barn till Sverige under 2010–2018 (tusental) | |
| --- | --- |
| \| \| Diagrammet är avstängt. Grafer inaktiverades den 18 april 2023 på grund av programvaruproblem. Nya diagram kan skapas sedan december 2024. \| Källa: SCB | |
| Information | Diagrammet är avstängt. Grafer inaktiverades den 18 april 2023 på grund av programvaruproblem. Nya diagram kan skapas sedan december 2024. |

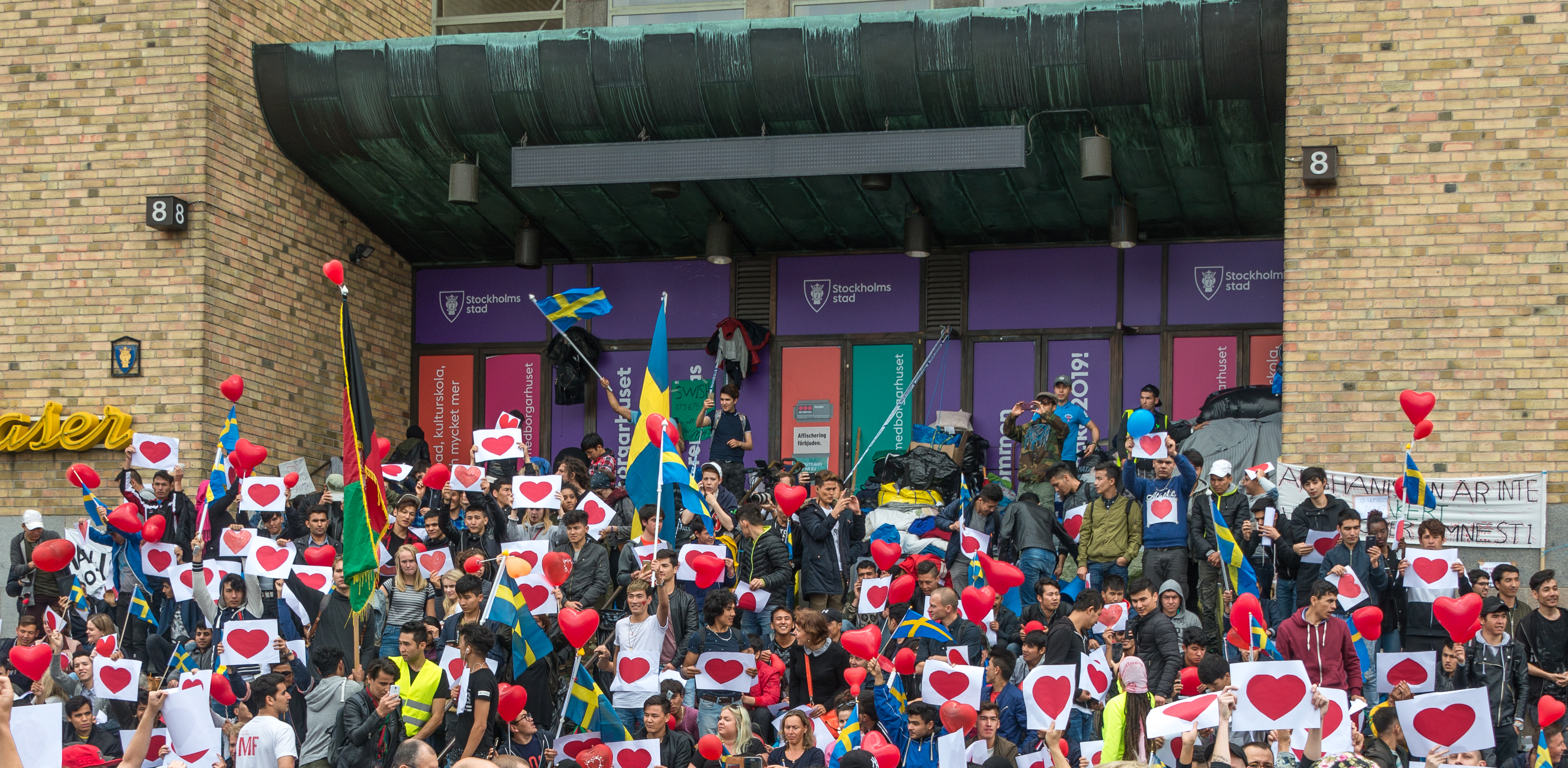
Manifestation för ensamkommande flyktingbarn i Stockholm på Medborgarplatsen 2017.

Under 2015 kom det 35 000 ensamkommande och efter att Sverige införde gränskontroller som stoppade inresa för individer utan identitetshandlingar minskade inströmningen till ett par tusen årligen.
I september 2017 höll Riksdagen en icke beslutande debatt om situationen för de ensamkommande, på initiativ av Vänsterpartiet.
Mottagandet i Sverige är komplext både avseende antalet involverade aktörer och olika lagstiftning, samt att regleringen kring området har förändrats i flera avseenden sedan hösten 2015. 2021 antog riksdagen omfattande ändringar i utlänningslagen, vilket till stor del permanentade de ändringar som införts genom den tillfälliga lagen från 2016. Nedanstående information är inte uppdaterad med hänsyn till den nya lagen.

#### Ansvar
Migrationsverket redogör för hur ansvaret för de ensamkommande barnen fördelas.

##### Migrationsverkets ansvar
- att ta emot och pröva ansökan om asyl,
- att informera barnet om möjligheten att själv låta genomföra en medicinsk åldersbedömning eller läkarbedömning av ålder,
- att efterforska barnets familjemedlemmar under asyltiden,
- att handlägga frågor som rör ekonomiskt bistånd till barnet,
- att arbeta för att de barn som inte får uppehållstillstånd ska kunna återvända,
- att anvisa en kommun som ska ansvara för barnets boende och omsorg,
- att administrera ersättningar till kommuner,
- att fastställa kommuners anvisningsandelar.

Migrationsverkets kostnaden för ensamkommande år 2015 var 28 miljarder SEK och utgjorde 46% av den uppskattade totala utgifterna för migration på 60 miljarder. Kostnaden för 2017 beräknades till cirka 27 miljarder. Som en jämförelse gjord av Fokus utgör den summan en tredjedel av FN:s flyktingkommissariats budget för flyktingverksamhet i hela världen.

##### Länsstyrelsernas ansvar
- att ha ett övergripande ansvar för beredskap och kapacitet för mottagande av skyddsbehövande med uppehållstillstånd i kommunerna, vilket inkluderar mottagningsplatser för barnen,
- att verka för beredskap och kapacitet i mottagandet av ensamkommande barn, och samordna statens insatser genom samverkan med andra myndigheter med fokus på ett kvalitativt mottagande,
- att utöva tillsyn över överförmyndarnas verksamhet.

##### Kommunens ansvar
- att utreda barnets behov, och därefter fatta beslut om insatser och placering i lämpligt boende. Detta innebär till exempel att utreda om en anhörig är lämplig och har förutsättningar att ta emot barnet,
- att utse en god man till barnet. Migrationsverket eller socialnämnden lämnar in en ansökan till överförmyndaren som i sin tur utser en god man.
- att barnet får skolundervisning,
- att ge fortsatta insatser under barnets uppväxt,
- barnets integration och etablering om barnet får uppehållstillstånd. Kommunen får då även ansvaret att efterforska var barnets familjemedlemmar finns.

##### Regionens ansvar
- att de asylsökande barnen får samma hälso- och sjukvård inklusive barnpsykiatrisk vård och tandvård som övriga barn bosatta i Sverige. Om barnen fyller 18 år innan beslut om asyl har tagits betraktas de som vuxna och kan då endast få omedelbar vård eller vård som inte kan vänta.

##### Inspektionens för vård och omsorg ansvar
- tillsyn över hälso- och sjukvård, socialtjänst och verksamhet enligt lagen om stöd och service till vissa funktionshindrade (LSS) samt viss tillståndsprövning.

##### Socialstyrelsens ansvar
- att ta fram föreskrifter, allmänna råd, vägledning med mera för att stödja socialtjänsten och hälso- och sjukvården i deras arbete med ensamkommande barn.

#### Asylbedömning
Fram till 2013 var det enligt en artikel i tidningen Fokus praxis bland handläggarna att ensamkommande asylsökande barn fick permanenta uppehållstillstånd. Under 2013 kom EU-direktiv som enligt verksledningen innebar att ensamkommande asylsökande barn som var 16 eller 17 år gamla endast skulle få tillfälliga uppehållstillstånd till den dag de fyllde 18 år, då de skulle återvända till sitt ursprungsland. Enligt tidningen Fokus följdes dessa instruktioner inte av verkets handläggare som fortsatte att dela ut permanenta uppehållstillstånd, men nu med hänvisning till särskilt ömmande omständigheter. Instruktionerna började följas i praktiken först våren 2016, enligt tidningen.
Vid bedömningen av ett ensamkommande barns asylskäl görs samma bedömning som vid vuxna asylsökande, men med ett barnperspektiv och med iakttagande av barnkonventionen. Det innebär bland annat att lite lägre krav ställs på att barnet i detalj ska kunna redogöra för sin flyktinghistoria för att den ska bedömas som sammanhängande, oförändrad och sannolik, de krav som ställs på den sökandes berättelse för att den skall anses ha högt bevisvärde och den asylsökande ska anses vara trovärdig.
Om barnet gjort sin identitet sannolik och anses trovärdig bedöms vid en asylprövning om barnet har flyktingskäl, är alternativt skyddsbehövande, skyddsbehövande i övrigt, eller om det vid en samlad bedömning föreligger synnerligen ömmande omständigheter. I detta ingår även att utreda barnets ålder.

##### Flyktingskäl
Som flyktingskäl räknas om den asylsökande känner en välgrundad fruktan för förföljelse, grundad på ras, nationalitet, religiös eller politisk uppfattning eller på grund av kön, sexuell läggning eller annan tillhörighet till en viss samhällsgrupp. Den sökande ska heller inte kunna eller på grund av sin fruktan inte vilja, begagna sig av sitt lands skydd.

##### Alternativt skyddsbehövande
Reglerna för alternativt skyddsbehövande är bestämda av EU. Dit räknas de som inte är personligt förföljda, men som känner en välgrundad fruktan för att straffas med döden eller att utsättas för kroppsstraff, tortyr eller annan omänsklig eller förnedrande behandling eller bestraffning. Även barn som behöver skydd på grund av yttre eller inre väpnad konflikt i hemlandet eller på grund av andra svåra motsättningar i hemlandet känner välgrundad fruktan att utsättas för allvarliga övergrepp anses vara skyddsbehövande i övrigt, liksom de som på grund av en miljökatastrof inte kan återvända till sitt hemland. Med allvarliga övergrepp menas exempelvis risken att barnet utsätts för tortyr, barnarbete, trafficking eller om de riskerar att rekryteras som barnsoldater.

##### Synnerligen ömmande omständigheter
Vid den samlade bedömningen om det finns synnerligen ömmande omständigheter lägger man särskild vikt vid barnets hälsotillstånd, anpassning till Sverige och situationen i hemlandet. Det är en undantagsregel som enligt praxis används restriktivt, men när det gäller barn behöver inte omständigheterna ha samma tyngd som vid en bedömning av en vuxen asylsökande. I praktiken kan det innebära att det inte måste handla om livshotande tillstånd, utan kanske bara en mycket allvarlig sjukdom, som inte kan behandlas lika bra i hemlandet eller ett par års års vistelse i Sverige, istället för uppåt tio och femton års vistelse som ofta krävs av vuxna.  
Om barnet inte antas ha varken föräldrar eller andra vuxna släktingar som kan ta hand om barnet i hemlandet kan barnet få uppehållstillstånd, vanligen på grund av synnerligen ömmande omständigheter.

##### Gymnasielagarna
Den första "gymnasielagen", som syftade till att uppmuntra nyanlända ungdomar att studera på gymnasial nivå, lades fram i november 2016. Den gällde endast ungdomar som fortfarande var under 18 och som fått avslagsbeslut med specifika formuleringar och kom att omfatta endast några hundra ungdomar.
Under 1 juli - 30 september 2018 kunde vissa ungdomar söka enligt den så kallade "nya gymnasielagen". För att omfattas av den skulle man bland annat ha registrerats som asylsökande i Sverige senast 24 november 2015, väntat minst 15 månader på sitt första beslut och fyllt eller blivit uppskriven i ålder till 18 år vid första beslutet. Enligt lagen behöver ungdomarnas identitet inte vara säkerställd. Två domstolar accepterade inte detta, men efter beslut i migrationsöverdomstolen i september 2018 fick lagen ändå klartecken. 
Lagen ger ungdomarna rätt att studera på gymnasium och likställda utbildningar. Efter det första tillfälliga uppehållstillståndet på 13 månader kan man söka förlängning först 3 år för att slutföra utbildningen, därefter 6 månader för att söka fast anställning. När man har fått fast anställning kan man söka permanent uppehållstillstånd. Ännu i juni 2019 var det oklart vilka utbildningar som skulle accepteras av Migrationsverket, då lagen uppfattades som snårig.
Majoriteten av de ensamkommande ungdomar som hade fått avslag på asylansökan hade afghanskt medborgarskap. Av dem fick knappt 7 000 tillfälligt uppehållstillstånd på 13 månader för gymnasiestudier. Cirka 9 000 afghanska ungdomar omfattades inte av lagen.
I samband med att den "tillfälliga lagen" i juli 2019 förlängdes två år så förlängdes även den första gymnasielagen fr..  

##### Åldersutredning
Syftet med en åldersutredning är att bedöma om den ålder barnet uppgivit är sannolik. Bevisbördan ligger här på den asylsökande. En asylsökande kan visa sin ålder med olika typer av dokument, till exempel pass eller andra dokument som visa åldern. Om dessa dokument saknas eller inte godtas kan Migrationsverket ange ett födelsedatum som de anser rimligt. Man kan också erbjuda medicinsk åldersbedömning. Dessa bedömningar kan anses kontroversiella då det inte finns någon medicinsk metod som exakt kan påvisa någons ålder.  I maj 2016 gav regeringen Rättsmedicinalverket (RMV) uppgiften att utföra medicinska åldersbedömningar. Med en rapport från Socialstyrelsen som grund valde RMV en metod med röntgen av visdomständer och MR-undersökning av knäled. Rapporten och metoden har kritiserats starkt och våren 2019 beslöt regeringen Löfven att tillsätta en utredning av medicinska åldersbedömningar. Utredningen tillsattes i juni 2020, kom med ett delbetänkande hösten 2021 och lades ned av regeringen Kristersson i december 2022.

##### Uppfyller inte något av de uppräknade villkoren
Om barnet inte uppfyller något av de uppräknade villkoren och det finns ett ordnat mottagande, av föräldrar, släkt eller myndigheter, avvisas eller utvisas barnet. Det anses då vara det bästa för barnet, också av internationella människorättsorganisationer. Om den asylsökande har hunnit fylla 18 innan beslut, räknas personen som vuxen.

#### Omhändertagande, ansvar och stödverksamhet
Ett ensamkommande barn som söker asyl i Sverige har rätt att, utöver boende och omvårdnad, få en god man utsedd. Barnet har också rätt att få skolundervisning. Om barnet får uppehållstillstånd, skall en särskilt förordnad vårdnadshavare utses.
Det är den kommun där det ensamkommande barnet vistas som är skyldig att ansvara för barnets skydd och stöd, på samma grund som kommunen är skyldig att agera när andra barn i kommunen behöver särskilt skydd och stöd. Migrationsverket anvisar vilken kommun som ska ta emot barnet och socialnämnden i kommunen beslutar om lämpligt boende. Det kan vara familjehem hos släktingar eller nära anhöriga som sådan finns i Sverige, andra familjehem, eller ett tillfälligt boende för asylsökande barn.
Socialtjänsten är skyldig att anordna beslutat boende, ansvara för barnets skydd och stöd i övrigt, samt att eftersöka barnets anhöriga.
Det finns en del stödverksamhet för ensamkommande barn i Sverige. Bland annat Allmänna Arvsfonden ger bidrag till olika projekt för ensamkommande, både vad gäller stödverksamhet, metodutveckling och organisationsutveckling. Bland mottagarorganisationer återfinns exempelvis Rådgivningsbyrån för asylsökande och flyktingar, High coast youth and sailing service och Svensk Flyktignhjälp/Swera

#### Barnets situation

##### Utlänningslagen
De ensamkommande som kom före 2015 har vanligen direkt fått permanent uppehållstillstånd och möjlighet till familjeförening.[källa behövs]
Allmänna arvsfonden bedömde[när?] att de ensamkommande som söker sig till Sverige ofta utgörs av den äldste sonen i syskonskaran.[källa behövs] Ett problem för ensamkommande barn och unga är att det förekommer att de emigrerar till följd av familjens vilja.[källa behövs] Således kan just denna grupp av barnen känna press att lyckas i det nya landet för att kunna hjälpa familjen som är kvar i hemlandet.[källa behövs] I en undersökning (Grundin 1994) var det fem av 100 unga som uppgav sig själva ha valt att resa till Sverige, men i en annan (Hessle 2000) var det åtta av 100.[källa behövs]

##### Den tillfälliga begränsningslagen 2016
Den stora anströmningen av flyktingar under 2015 gjorde att många barn och ungdomar fick vänta ett eller två år på att asylutredningen skulle påbörjas. Den 20 juli 2016 började den tillfälliga begränsningslagen gälla, och tillämpades då retroaktivt för alla som ännu inte hunnit få sina beslut från Migrationsverket. Genom denna lag blev tillfälliga uppehållstillstånd det normala i stället för som tidigare permanenta och familjeförening försvårades kraftigt. Formellt gjordes ett undantag för barn och barnfamiljer som sökt asyl senast 24 november 2015. Detta kom dock att gälla mycket få av de ensamkommande barnen, eftersom de flesta antingen hann fylla 18 eller blev uppskrivna i ålder till 18 år i samband med beslutet. Våren 2017 började de medicinska åldersbedömningarna som resulterade att en stor del av barnen skrevs upp i ålder till 18 år. Av barn och ungdomar med afghanskt ursprung - en majoritet av de ensamkommande från 2015 - blev  huvuddelen på detta sätt bedömda som vuxna. Av de afghanska ungdomar som fyllt eller skrivits upp till 18 år fick endast 14 respektive 8 procent uppehållstillstånd vid Migrationsverkets bedömning. En mindre del av dem fick senare detta beslut ändrat i högre instans.
Huvuddagen av den tillfälliga begränsningslagen förlängdes i sina huvuddrag 2019 och permanentades 2021.

#### Antal ensamkommande barn till Sverige
| År                                                    | 2000 | 2001 | 2002 | 2003 | 2004 | 2005 | 2006 | 2007 | 2008 | 2009 | 2010 | 2011 | 2012 | 2013 | 2014 | 2015  | 2016 | 2017 | 2018 | 2019 | 2020 | 2021 | 2022     | 2023     |
| ----------------------------------------------------- | ---- | ---- | ---- | ---- | ---- | ---- | ---- | ---- | ---- | ---- | ---- | ---- | ---- | ---- | ---- | ----- | ---- | ---- | ---- | ---- | ---- | ---- | -------- | -------- |
| Antal asylsökande ensamkommande barn per år i Sverige | 350  | 461  | 550  | 561  | 388  | 398  | 820  | 1264 | 1510 | 2250 | 2393 | 2657 | 3578 | 3852 | 7049 | 35369 | 2199 | 1336 | 944  | 902  | 500  | 507  | 640+771* | 341+147* |
| Antal bifall                                          |      |      |      |      |      |      |      |      |      |      |      |      |      |      | 3269 | 3076  | 6853 | 7480 | 1629 | 254  | 255  | 161  | 225+783* | 232+148* |
| Antal avslag                                          |      |      |      |      |      |      |      |      |      |      |      |      |      |      | 509  | 426   | 1121 | 5429 | 475  | 201  | 168  | 63   | 84+0*    | 97+0*    |

*) Massflyktsdirektivet
Siffrorna i tabellen ovan visar stor diskrepans mellan antal ansökningar och antal beslut. Detta beror på att asylprocessen tagit lång tid och att många av de ensamkommande barnen har antingen fyllt 18 eller blivit uppskrivna i ålder innan beslut fattats. Därmed ingår de inte i statistiken över asylbeslut för barn.
Antal förlängningsansökningar enligt massflyktsdirektivet inkluderas inte i ovanstående statistik men finns redovisade i Migrationsverkets statistik från och med 2021.
UNHCR producerar tillsammans med några andra organisationer en årlig statistik över antalet ensamkommande barn till europeiska länder.

#### Barnens psykiska hälsa

##### Ensamkommande som bedömts enligt utlänningslagen innan 2016
Experter med erfarenhet av ensamma flyktingbarn har påpekat att det är en särskilt stor psykisk press för de barn och ungdomar som av vuxna blivit ålagda att lämna felaktiga uppgifter om sig själva. De blir fråntagna sin identitet och tvingas leva med och upprätthålla en lögn som de tror är avgörande för deras egen och ibland familjens framtid. De har därmed inte heller någon som de i förtroende kan vända sig till för att få hjälp och stöd med sin oro, förtvivlan och hemlängtan.
Det är långt ifrån säkert att barnets egen önskan är att få stanna i landet. Barnets lojalitet mot den eller de personer som skickat henne eller honom till Sverige är emellertid ibland så stark att barnet fullföljer ansökan om uppehållstillstånd mot sin egen vilja. 
I psykolog Marie Hessles avhandling "Ensamkommande men inte ensamma", där hon gjorde en 10-årsuppföljning av 100 ensamkommande barn som kom till Sverige 1996-97, fann hon att ganska få uppfyllde kriterierna för regelrätta psykiatriska diagnoser.  De hade oftast problem med sömnstörningar och koncentrationssvårigheter, i överraskande få fall uppfyllde de kriterierna för PTSD (posttraumatiskt stressyndrom) och inget barn hade uppgivenhetssymtom. Cirka hälften av ungdomarna behövde stödsamtal från barn- och ungdomspsykiatrin. Vid uppföljningen 10 år senare hade nästan alla barn fått ett gott liv i Sverige, de var etablerade med arbete eller studier, hade ett socialt nätverk och hade ofta bildat familj.

##### Ensamkommande som bedömts enligt den tillfälliga begränsningslagen från 2016
Det har tidigare visats att temporärt uppehållstillstånd påverkar den psykiska hälsan negativt. Erfarenheterna av ensamkommande minderåriga som kom 2015-2016 skiljer sig från tidigare erfarenheter. Skolpersonal märkte reaktionerna hösten 2016, då många nyanlända elever förstått att de kanske inte skulle få uppehållstillstånd i Sverige. Under 2016 och 2017 kom allt fler rapporter om psykisk ohälsa bland de ensamkommande. Ökat bruk av narkotika rapporterades, liksom prostitution. Självmordsfrekvensen under 2017 var tiofaldigt ökad jämfört med svenska ungdomar. Självmorden och självmordsförsöken skedde ofta i samband med att ungdomen fyllde eller skrevs upp till 18 år och därmed flyttades till vuxenboende och förlorade sitt nätverk och sin trygghet i boende och skola. Under 2015-2020 var det nästan 30 ensamkommande asylsökande som tog sina liv.

#### Återförvisning till Grekland 2008 enligt Dublinförordningen
Migrationsverket beslutade i maj 2008 att ej utnyttja Dublinkonventionen för att utvisa ensamkommande barn till Grekland i de fall när Grekland är första asylland. Detta motiverades med att de ensamkommande i Grekland hålls i låsta förvar i upp till 3 veckor. Rädda Barnen menade att beslutet var bra men att Sverige bör följa UNHCR:s rekommendationer fullt ut och inte återförvisa någon till Grekland. UNCHR menar att Greklands hantering av asylsökande inte når upp till Europeisk och internationell standard och att asylsökande riskerar att inte få en rättssäker prövning av sina asylskäl. UNHCR rekommenderade därför i juli 2007 att inga asylsökande bör avisas till Grekland till dess läget förändras.

##### Forskning om ensamkommande barn i svensk asylpolitik och -praxis
I sin doktorsavhandling från 2016 analyserar Daniel Hedlund hur ensamkommande barn behandlas i arbetet med Utlänningslagen från 2005 och hur deras trovärdighet beskrivs i Migrationsverkets beslut under 2011. Han konstaterar: 
"Lagstiftande politiker och handläggare vid Migrationsverket framhåller gärna barns rättigheter när det gäller asylpolitik och beslut i ensamkommande barns ärenden. Men i praktiken kan gränsdragningen vara otydlig och inkonsekvent. /..../  De flesta asylärenden om barn behandlas ungefär likadant. Standardformuleringar om trovärdighet används oavsett om ansökan avslås eller beviljas. Individuella prövningar verkar alltså sällan göras i praktiken. Detta trots att det är ett vanligt argument från verket att ärenden avgörs individuellt. I beslut ifrågasätts uppgifter om barns politiska engagemang, de ses som överdrivna. Ifrågasättandet av barnens berättelser görs konsekvent så att till och med humanitära aspekter förminskas. /..../"
Hedlund konstaterar också att  lagstiftarna var medvetna om att medicinsk åldersbestämning är ett trubbigt och osäkert verktyg för att fastställa exakt ålder, men att de ändå betonar 18-årsgränsen som viktig i ett asylsystem som uppfattas som en rationell och logisk helhet som kan hantera komplexa dilemman. Hedlunds intryck är att den rationalitet som eftersträvas är rent formalistisk.